# Vratislavice
Vratislavice nad Nissom (njem. Maffersdorf) je mjesto u Češkoj, danas dio Libereca. Ima oko 6,700 stanovnika.
To je mjesto rođenja inženjera Ferdinanda Porschea.